# Jänissaaret (ö i Norra Savolax, Inre Savolax)
Jänissaaret är en ö i Finland. Den ligger i sjön Hankavesi och Lonkari och i kommunen Rautalampi i den ekonomiska regionen  Inre Savolax ekonomiska region  och landskapet Norra Savolax, i den centrala delen av landet, 290 km norr om huvudstaden Helsingfors. Öns area är 4,7 hektar och dess största längd är 390 meter i sydöst-nordvästlig riktning.  Notera att namnet antyder att det är fråga om flera öar.